# 閻輔
閻輔（1485年—？年），字介卿，山东兖州府曹州人，明朝政治人物。

## 生平
治《詩經》，行三，正德十四年（1519年）山東鄉試第十名舉人，年三十九歲中式嘉靖二年（1523年）癸未科會試第二百三十五名，第三甲第七十八名進士。曾任河南光山县知县。

## 家族
曾祖閻仲宽。祖父閻義。父閻浩。母吴氏。慈侍下。兄輪、弟堂、溥、柰。